# Arseni Yerastov
Arseni Aleksandrovich Yerastov (tiếng Nga: Арсений Александрович Ерастов; sinh ngày 29 tháng 5 năm 1997) là một cầu thủ bóng đá người Nga. Anh thi đấu cho FC Kolomna.

## Sự nghiệp câu lạc bộ
Anh ra mắt chuyên nghiệp tại Giải bóng đá chuyên nghiệp quốc gia Nga cho FC Kolomna vào ngày 5 tháng 10 năm 2014 trong trận đấu với F.K. Volga Tver.